# Alfred Tofft
Alfred Tofft (Kopenhagen, 2 januari 1865 – Frederiksberg, 30 januari 1931) was een Deens componist, organist en muziekcriticus. Hij was grotendeels autodidact.

## Achtergrond
Alfred From Tofft werd geboren in het gezin van onderwijzer Carl Harald Tofft en Dorothea Elisabeth Petersen. Alfred Tofft zelf huwde gedurende zijn leven driemaal. Echtgenote nummer twee was de zangeres Elna Christense Eline Bergmann. 
Al op de lagere school was duidelijk dat Alfred Tofft talent had voor muziek. Hij werd echter gedwongen de handel in te gaan. In zijn vrije tijd oefende hij op piano en orgel. Na twee jaar volgde hij zijn roeping als organist. Zijn debuut als organist vond plaats op 18 maart 1887 in de St Johanneskerk te Kopenhagen. In 1892/1893 studeerde Tofft in Duitsland. Vanaf 1903 was hij muziekrecensent voor Berlingske Tidende. Ook bestuurlijke functies ging hij niet uit de weg, zoals het voorzitterschap van de Deense Componistenbond (later KODA) en de Vereniging voor uitgaven van Deense muziek. 

## Werken (onvolledig)
- opus 1: Die heilige Cäcilia voor alt, orgel en/of viool
- opus 2: Zes liederen met tekst van Heinrich Heine
- opus 4: Zeven liedern op tekst van Jens Peter Jacobsen
- opus 5: Drie liederen voor een middenstem
- opus 6: Vier erotische liederen
- opus 8: Vier voorjaarsliederen
- opus 9: Vijf erotische liederen
- opus 10: Pastorale en scherzo, voor hobo en piano; opgedragen aan Olivo Krause
- opus 11: Böse Träume, lied op tekst van Arthur Fitger
- opus 12: Zes liederen voor gemengd koor
- opus 14: Es starben zwei Schwestern
- opus 15: Meisjesliedjes en andere liederen (in totaal zeven) op tekst van B. Eelbo
- opus 18: Smaasange
- opus 19: Smaa elskovsviser
- opus 20: Sulamiths have (1899)
- opus 21: Lenore sangene
- opus 23: Romance (voor viool en orkest/viool en piano)
- opus 25: Drie fantasiestukken voor piano
- opus 27: Freud und Leid (zeven pianostukken)
- opus 29: Einsame Stunden
- opus 31: Danse chinoise en danse persane
- opus 33: Kaalunds Fabler
- opus 36: Airs mélancoliques
- opus 41: Drie idylles (Clair de lune, Barcarole, Du bon vieux temps)
- opus 42: Drie idylles (Tempête d’hiver, Pres de foyre, L’approche du printemps)
- opus 44: Liebeslieder
- opus 46: Stemmingsbeelden voor piano
- opus 47: Schetsen
- opus 48: Aaksjaerske viser
- opus 49: Isblink
- opus 53: Buch der Jugend (voor piano)
- opus 56: Crépuscule (Coucher du soleil, Au bord de la mer, sérénade), voor viool en piano
- opus 59: Duetten waaronder Laktuk voor twee zangstemmen en piano, tekst Ludvig Holstein
- opus 61: Sange gra provinsen
- opus 62: Kinesiske sange
- opus 64: Tien Deense liederen voor gemengd koor (1929)
- opus 74: Drie gedichten
- Vifandaka (opera 1896, première 1 januari 1898 en daarna 34 keer uitgevoerd)
- Anathema (opera 1928, eigen libretto, première 10 mei 1928 en daarna 4 keer uitgevoerd)
- Bonifaciusskæret (1892-1893) op tekst van Holger Drachman, uitgevoerd in 1910
- Sorens far har penge (lied)
- Heimath und Vaterland
- Rouwmars voor Frederik VIII
- Hvis jeg var Konge (toneelmuziek voor Deense opvoering If I were a king van Justin Huntly McCarthy)

- Gemeinsame Normdatei: 142283266
- International Standard Name Identifier: 0000 0000 8223 9701
- Library of Congress Control Number: nr2005007342
- Nationale Bibliotheek van Tsjechië: mzk2014811785
- Virtual International Authority File: 44254461
- WorldCat: E39PBJfrRWPkrtVrPmXgw66Frq